# NGC 4798
NGC 4798 este o galaxie lenticulară situată în constelația Părul Berenicei. A fost descoperită în 11 aprilie 1785 de către William Herschel. Se află la o distanță de 115 megaparseci de Pământ.